# Trofeo Carabela de Plata
El Trofeo Ciudad de Cartagena, popularmente conocido como Trofeo Carabela de Plata, es un torneo amistoso de fútbol que se disputa en España y que, actualmente, organiza el Fútbol Club Cartagena junto al Ayuntamiento de Cartagena. El torneo comenzó en 1969 gracias a la iniciativa de Antonio Hernández Doménech, por entonces presidente del Club Deportivo Cartagena.
El primer anfitrión fue el CD Cartagena, que en 1974 cambió su nombre a Cartagena FC. Posteriormente, y debido a la retirada del club de la competición, el anfitrión del torneo pasó a ser el Cartagonova FC fundado en 1995 y que en el año 2003 adoptó su actual nombre: FC Cartagena.
El torneo comenzó disputándose en el antiguo Estadio de El Almarjal hasta el año 1987, a partir del año siguiente los partidos se disputan en el Estadio Cartagonova, y suelen ser durante la segunda quincena del mes de agosto, sirviendo el evento como presentación de la plantilla ante su afición.
En cuanto al formato, se inició con estructura de cuadrangular, aunque al año siguiente siguiente pasó a ser triangular hasta el año 1986 a excepción del año 1976 que fue a partido único. A partir de 1987 se opta por el partido único hasta nuestros días, con la excepción de las ediciones de 1998 y 1999 que fueron en formato triangular y cuadrangular respectivamente.
El FC Cartagena es el club con más títulos. Tan sólo dos clubes extranjeros poseen el trofeo en sus vitrinas, el PSV Eindhoven y el CSKA Moscú.

## Palmarés
| Edición | Año  | Campeón            |                             | Resultado     |                   | Subcampeón            | Otros equipos invitados e incidencias |
| ------- | ---- | ------------------ | --------------------------- | ------------- | ----------------- | --------------------- | ------------------------------------- |
| I       | 1969 | CD Cartagena       | Bandera de España           | 2-0           | Bandera de España | Sestao SC             | CD La Unión y US de Sidi Kacem        |
| II      | 1970 | CD Cartagena       | Bandera de España           | Triangular    | Bandera de España | CD Málaga             | Real Betis                            |
| III     | 1971 | Hércules CF        | Bandera de España           | Triangular    | Bandera de España | CD Cartagena          | Granada CF                            |
| IV      | 1972 | Elche CF           | Bandera de España           | Triangular    | Bandera de España | CD Cartagena          | Vasas Budapest SC                     |
| -       | 1973 |                    |                             | No se disputó |                   |                       |                                       |
| -       | 1974 |                    |                             | No se disputó |                   |                       |                                       |
| V       | 1975 | Cartagena FC       | Bandera de España           | 2-0           | Bandera de España | Club Real Murcia      | Sólo se invitó a un equipo            |
| VI      | 1976 | Cartagena FC       | Bandera de España           | 3-2           | Bandera de España | Club Real Murcia      | Sólo se invitó a un equipo            |
| VII     | 1977 | Cartagena FC       | Bandera de España           | Triangular    | Bandera de España | Club Real Murcia      | CE Sabadell FC                        |
| VIII    | 1978 | Elche CF           | Bandera de España           | Triangular    | Bandera de España | Cartagena FC          | Ittihad FC                            |
| IX      | 1979 | Cartagena FC       | Bandera de España           | Triangular    | Bandera de España | CF Lorca Deportiva    | Torrevieja CF                         |
| X       | 1980 | Atlético Madrileño | Bandera de España           | Triangular    | Bandera de España | Cartagena FC          | Granada CF                            |
| XI      | 1981 | Club Real Murcia   | Bandera de España           | Triangular    | Bandera de España | Cartagena FC          | CF Lorca Deportiva                    |
| XII     | 1982 | AD Rayo Vallecano  | Bandera de España           | Triangular    | Bandera de España | Cartagena FC          | CF Lorca Deportiva                    |
| XIII    | 1983 | Cartagena FC       | Bandera de España           | Triangular    | Bandera de España | Hércules CF           | UD Las Palmas                         |
| XIV     | 1984 | Elche CF           | Bandera de España           | Triangular    | Bandera de España | CF Lorca Deportiva    | Cartagena FC                          |
| XV      | 1985 | Elche CF           | Bandera de España           | Triangular    | Bandera de España | Hércules CF           | Cartagena FC                          |
| XVI     | 1986 | Cartagena FC       | Bandera de España           | Triangular    | Bandera de Brasil | América Mineirao      | Elche CF                              |
| XVII    | 1987 | Cartagena FC       | Bandera de España           | 1-0           | Bandera de España | Real Murcia CF        | Sólo se invitó a un equipo            |
| XVIII   | 1988 | Real Murcia CF     | Bandera de España           | 3-1 y 2-2     | Bandera de España | Cartagena FC          | Sólo se invitó a un equipo            |
| XIX     | 1989 | Cartagena FC       | Bandera de España           | 1-1           | Bandera de España | Orihuela Deportiva CF | Sólo se invitó a un equipo            |
| XX      | 1990 | Cartagena FC       | Bandera de España           | 2-1           | Bandera de España | Elche CF              | Sólo se invitó a un equipo            |
| XXI     | 1991 | Cartagena FC       | Bandera de España           | 1-0           | Bandera de España | Real Murcia CF        | Sólo se invitó a un equipo            |
| XXII    | 1992 | Cartagena FC       | Bandera de España           | 1-0           | Bandera de España | Real Murcia CF        | Sólo se invitó a un equipo            |
| XXIII   | 1993 | Cartagena FC       | Bandera de España           | 1-0           | Bandera de España | Real Murcia CF        | Sólo se invitó a un equipo            |
| XXIV    | 1994 | Real Murcia CF     | Bandera de España           | 0-0           | Bandera de España | Cartagena FC          | Sólo se invitó a un equipo            |
| XXV     | 1995 | Cartagena FC       | Bandera de España           | 1-0           | Bandera de España | Real Murcia CF        | Sólo se invitó a un equipo            |
| XXVI    | 1996 | AD Mar Menor       | Bandera de España           | 5-0           | Bandera de España | Cartagena FC          | Sólo se invitó a un equipo            |
| XXVII   | 1997 | Cartagonova FC     | Bandera de España           | 1-1           | Bandera de España | AD Mar Menor          | Sólo se invitó a un equipo            |
| XXVIII  | 1998 | Cartagonova FC     | Bandera de España           | Triangular    | Bandera de España | UD Almería            | RCD Mallorca "B"                      |
| XXIX    | 1999 | Villarreal CF      | Bandera de España           | 2-1           | Bandera de España | Elche CF              | Cartagonova FC y Levante UD           |
| XXX     | 2000 | Cartagonova FC     | Bandera de España           | 2-0           | Bandera de España | Polideportivo Almería | Sólo se invitó a un equipo            |
| XXXI    | 2001 | Cartagonova FC     | Bandera de España           | 3-0           | Bandera de Brasil | Portuguesa            | Sólo se invitó a un equipo            |
| XXXII   | 2002 | Cartagonova FC     | Bandera de España           | 3-1           | Bandera de España | CD Toledo             | Sólo se invitó a un equipo            |
| -       | 2003 |                    |                             | No se disputó |                   |                       |                                       |
| XXXIII  | 2004 | Real Murcia CF     | Bandera de España           | 1-1           | Bandera de España | FC Cartagena          | Sólo se invitó a un equipo            |
| XXXIV   | 2005 | FC Cartagena       | Bandera de España           | 3-1           | Bandera de España | Albacete Balompié     | Sólo se invitó a un equipo            |
| XXXV    | 2006 | Hércules CF        | Bandera de España           | 3-0           | Bandera de España | FC Cartagena          | Sólo se invitó a un equipo            |
| XXXVI   | 2007 | Elche CF           | Bandera de España           | 1-0           | Bandera de España | FC Cartagena          | Sólo se invitó a un equipo            |
| XXXVII  | 2008 | FC Cartagena       | Bandera de España           | 1-1           | Bandera de España | Hércules CF           | Sólo se invitó a un equipo            |
| XXXVIII | 2009 | FC Cartagena       | Bandera de España           | 3-1           | Bandera de España | CD Tenerife           | Sólo se invitó a un equipo            |
| XXXIX   | 2010 | PSV Eindhoven      | Bandera de los Países Bajos | 1-0           | Bandera de España | FC Cartagena          | Sólo se invitó a un equipo            |
| XL      | 2011 | UD Almería         | Bandera de España           | 2-1           | Bandera de España | FC Cartagena          | Sólo se invitó a un equipo            |
| XLI     | 2012 | Hércules CF        | Bandera de España           | 1-1           | Bandera de España | FC Cartagena          | Sólo se invitó a un equipo            |
| XLII    | 2013 | CD Alcoyano        | Bandera de España           | 1-0           | Bandera de España | FC Cartagena          | Sólo se invitó a un equipo            |
| XLIII   | 2014 | RCD Mallorca       | Bandera de España           | 3-0           | Bandera de España | FC Cartagena          | Sólo se invitó a un equipo            |
| XLIV    | 2015 | FC Cartagena       | Bandera de España           | 0-0           | Bandera de España | Albacete Balompié     | Sólo se invitó a un equipo            |
| XLV     | 2016 | FC Cartagena       | Bandera de España           | 2-0           | Bandera de Catar  | Al-Rayyan             | Sólo se invitó a un equipo            |
| XLVI    | 2017 | FC Cartagena       | Bandera de España           | 2-0           | Bandera de España | Albacete Balompié     | Sólo se invitó a un equipo            |
| XLVII   | 2018 | FC Cartagena       | Bandera de España           | 1-1           | Bandera de España | CD Castellón          | Sólo se invitó a un equipo            |
| XLVIII  | 2019 | CSKA Moscú         | Bandera de Rusia            | 2-0           | Bandera de España | FC Cartagena          | Jugado en 2020                        |
| -       | 2020 |                    |                             | No se disputó |                   |                       |                                       |
| XLIX    | 2021 | FC Cartagena       | Bandera de España           | 2-0           | Bandera de España | Real Murcia CF        | Sólo se invitó a un equipo            |
| L       | 2022 | FC Cartagena       | Bandera de España           | 2-0           | Bandera de España | Elche CF              | Sólo se invitó a un equipo            |
| LI      | 2023 | FC Cartagena       | Bandera de España           | 3-1           | Bandera de España | Real Murcia CF        | Sólo se invitó a un equipo            |
| LII     | 2024 | FC Cartagena       | Bandera de España           | 1-1           | Bandera de España | UD Almería            | Sólo se invitó a un equipo            |

## Relación de campeones
| Club                        | Títulos | Ediciones                                                                                      |
| --------------------------- | ------- | ---------------------------------------------------------------------------------------------- |
| FC Cartagena                | 16      | 1997, 1998, 2000, 2001, 2002, 2005, 2008, 2009, 2015, 2016, 2017, 2018, 2021, 2022, 2023, 2024 |
| Cartagena FC                | 15      | 1969, 1970, 1975, 1976, 1977, 1979, 1983, 1986, 1987, 1989, 1990, 1991, 1992, 1993, 1995       |
| Elche CF                    | 5       | 1972, 1978, 1984, 1985, 2007                                                                   |
| Real Murcia CF              | 4       | 1981, 1988, 1994, 2004                                                                         |
| Hércules CF                 | 3       | 1971, 2006, 2012                                                                               |
| Rayo Vallecano de Madrid    | 1       | 1982                                                                                           |
| Club Atlético de Madrid "B" | 1       | 1980                                                                                           |
| AD Mar Menor                | 1       | 1996                                                                                           |
| Villarreal CF               | 1       | 1999                                                                                           |
| PSV Eindhoven               | 1       | 2010                                                                                           |
| UD Almería                  | 1       | 2011                                                                                           |
| CD Alcoyano                 | 1       | 2013                                                                                           |
| RCD Mallorca                | 1       | 2014                                                                                           |
| CSKA Moscú                  | 1       | 2019                                                                                           |